# Brooksetta malvastri
Brooksetta malvastri är en insektsart som först beskrevs av Knight 1968.  Brooksetta malvastri ingår i släktet Brooksetta och familjen ängsskinnbaggar. Inga underarter finns listade i Catalogue of Life.